# Northwest Championship
| Northwest Championship      |                                          |
| Oregon Ducks                | Oregon State Beavers                     |
| Washington Huskies          | Washington State Cougars                 |
| 0Sport 0Création 0Catégorie | 0Football américain 02002 0Universitaire |
| 0Lieu(x)                    | - Martin Stadium, Pullman, Washington    |

Northwest Championship est le surnom donné à la rivalité en football américain universitaire opposant les quatre universités membres de la NCAA Division I FBS, situées dans la région du Nord-Ouest Pacifique des États-Unis et les États de l'Oregon et de Washington,.
Ces quatre programmes universitaires sont les Ducks de l'université de l'Oregon basés à Eugene, les Beavers de l'Université d'État de l'Oregon basée à Corvallis, les Huskies de l'université de Washington basée à Seattle et les Cougars de l'université d'État de Washington basée à Pullman.
Le  « Northwest Championship » symbolise la suprématie au cours de la saison écoulée du football américain universitaire au sein de la région du Nord-Ouest Pacifique des États-Unis.
Pour se voir attribuer le titre de « Northwest Championship », une équipe doit remporter l'ensemble des matchs qu'il a joué sur la saison contre les trois autres équipes. Le titre n'est donc pas décerné obligatoirement chaque saison.
Aucun trophée n'est décerné.
Pour ces quatre programmes, il existe trois rivalités traditionnelles, celles entre Oregon et Oregon State (la Civil War), Oregon et Washington (la  Border War ou  (la Cascade Clash) ainsi que celle entre Washington et Washington State (l'Apple Cup).

## Histoire
Les quatre équipes se sont affrontées pour la première fois dans un format de tournoi au cours de la saison régulière universitaire 1903. En tant que voisins géographiques et membres de l'ancienne Pacific Coast Conference (en) et de la Pacific-12 Conference jusqu'en 2023, elles se sont généralement rencontrées chaque saison.
Cependant, à la suite du départ en 2024 d'Oregon et de Washington vers le Big Ten Conference dans le cadre du réalignement des conférences de la NCAA (2021-2024), même si l'Apple Cup et la Civil War se poursuivront, il est peu probable que le « Northwest Championship » se poursuive à moins que des matchs entre Oregon et Washington State ou entre Oregon State et Washington ne soient programmés au cours des prochaines saisons.
Le terme « Northwest Championship »  a été inventé en 2002 par Rick Neuheisel, entraîneur principal des Huskies de Washington,,. Après une série de défaites décevantes, il a mis ses joueurs au défi de remporter le tournoi nouvellement conçu en battant leurs rivaux du « nord-ouest » dans les matchs restants de la saison.
Son utilisation n'est cependant pas sans précédent puisque en 1897, l'équipe de football américain des Aggies d'Oregon Agricultural (précurseurs des Beavers d'Oregon State), s'est déclarée « Championne du Nord-Ouest » après avoir battu Washington et Oregon, bien qu'elle n'ait pas joué contre Washington State cette saison-là.[9] 
Le « Northwest Championship » a été décrit comme un titre « soi-disant » 
, « fictif » et « mythique »,,, inventé par Neuheisel uniquement pour motiver son équipe de 2002.
Néanmoins, dans les années qui ont suivi la revendication initiale du titre par les Huskies, d'autres équipes ont continué à être citées comme remportant le « Northwest Championship »,.

## Palmarès
Le classement des équipes dans les tableaux ci-dessous est celui de l'Associated Press avant la saison 2014 et celui du comité du College Football Playoff depuis 2014.
| 16 victoires pour Oregon                                                                    | 12 victoires pour Oregon State                                        | 33 victoires pour Washington | 6 victoires pour Washington State                |
| 1947, 1948, 1954, 1980 1987, 1995, 2005, 2008 2009, 2010, 2011, 2012 2013, 2014, 2019, 2021 | 1938, 1939, 1946, 1949 1961, 1964, 19666, 1968 1969, 1974, 2003, 2007 | 1903, 1911, 1912, 1913 1923, 1936, 1940, 1950 1952, 1959, 1960, 1963 1965, 1970, 1975, 1976 1977, 1978, 1979, 1981 1984, 1986, 1989, 1991 1993, 1996, 1999, 2002 2003, 2016, 2017, 2022 2023 | 1917, 1951, 1958, 1972 1973, 1983                |
| Plus de points inscrits                                                                     | Oregon, 172–62 (2008 - au total de ses 3 matchs)                      | Oregon, 172–62 (2008 - au total de ses 3 matchs) | Oregon, 172–62 (2008 - au total de ses 3 matchs) |
| Plus longue série de victoires                                                              | Oregon, 7 (2008–2014)                                                 | Oregon, 7 (2008–2014) | Oregon, 7 (2008–2014)                            |
| Série en cours sans défaite                                                                 | Washington, 2 (depuis 2022)                                           | Washington, 2 (depuis 2022) | Washington, 2 (depuis 2022)                      |

Les Aggies d'Oregon Agriculture ne sont devenus les Beavers d'Oregon State qu'en fin d'année 1930.
| Saison  | Vainqueur        | Match 1                  | Match 2                 | Match 3                      |
| ------- | ---------------- | ------------------------ | ----------------------- | ---------------------------- |
| 1903    | Washigton        | 5–0 Oregon Agricultural  | 6–5 Oregon              | 10–0 Washington Agricultural |
| 19044   |                  |                          |                         |                              |
| 19054   |                  |                          |                         |                              |
| 19063*  |                  |                          |                         |                              |
| 19073*  |                  |                          |                         |                              |
| 19084   |                  |                          |                         |                              |
| 19093*  |                  |                          |                         |                              |
| 19104   |                  |                          |                         |                              |
| 19115   | Washigton        | 34–0 Oregon Agricultural | 29–3 Oregon             | 30–6 Washington State        |
| 1912    | Washigton        | 9–3 Oregon Agricultural  | 30–14 Oregon            | 19–0 Washington State        |
| 19135   | Washigton        | 47–0 Oregon Agricultural | 10–7 Oregon             | 20–0 Washington State        |
| 1914    |                  |                          |                         |                              |
| 19153*  |                  |                          |                         |                              |
| 19165   |                  |                          |                         |                              |
| 19175   | Washington State | 26–3 Oregon              | 6–0 Oregon Agricultural | 14–0 Washington              |
| 19183*  |                  |                          |                         |                              |
| 19195   |                  |                          |                         |                              |
| 19204   |                  |                          |                         |                              |
| 19215   |                  |                          |                         |                              |
| 1922    |                  |                          |                         |                              |
| 1923    | Washigton        | 14–0 Oregon Agricultural | 24–7 Washington State   | 26–7 Oregon                  |
| 1924    |                  |                          |                         |                              |
| 19253*  |                  |                          |                         |                              |
| 19264   |                  |                          |                         |                              |
| 19274*  |                  |                          |                         |                              |
| 19285   |                  |                          |                         |                              |
| 19294*  |                  |                          |                         |                              |
| 19304*  |                  |                          |                         |                              |
| 19314*  |                  |                          |                         |                              |
| 19324*  |                  |                          |                         |                              |
| 19334*  |                  |                          |                         |                              |
| 19345   |                  |                          |                         |                              |
| 19354*  |                  |                          |                         |                              |
| 1936    | Washigton        | 19–7 Oregon State        | 7–0 Oregon              | 40–0 Washington State        |
| 1937    |                  |                          |                         |                              |
| 1938    | Oregon State     | 13–6 Washington          | 7–6 Washington State    | 14–0 Oregon                  |
| 1939    | Oregon State     | 13–7 Washington          | 13–0 Washington State   | 19–14 Oregon                 |
| 1940    | Washigton        | 10–0 Oregon              | 19–0 Oregon State       | 33–9 Washington State        |
| 1941    |                  |                          |                         |                              |
| 1942    |                  |                          |                         |                              |
| 19430*  |                  |                          |                         |                              |
| 19440*  |                  |                          |                         |                              |
| 194512  |                  |                          |                         |                              |
| 1946    | Oregon State     | 13–12 Washington State   | 13–0 Oregon             | 21–12 Washington             |
| 1947    | Oregon           | 6–0 Washington           | 12–6 Washington State   | 14–6 Oregon State            |
| 1948    | Oregon           | 33–7 Washington State    | 13–7 Washington         | 10–0 Oregon State            |
| 1949    | Oregon State     | 7–3 Washington           | 35–6 Washington State   | 20–10 Oregon                 |
| 1950    | Washigton        | 35–6 Oregon State        | 27–12 Oregon            | 52–21 Washington State       |
| 1951    | Washington State | 26–13 Oregon State       | 41–6 Oregon             | 27–25 Washington             |
| 1952    | Washigton        | 49–0 Oregon              | 38–13 Oregon State      | 33–27 Washington State       |
| 1953    |                  |                          |                         |                              |
| 1954    | Oregon           | 26–7 Washington          | 26–14 Washington State  | 33–14 Oregon State           |
| 1955    |                  |                          |                         |                              |
| 1956    |                  |                          |                         |                              |
| 1957    |                  |                          |                         |                              |
| 1958    | Washington State | 6–0 Oregon               | 7–0 Oregon State        | 18–14 Washington             |
| 1959    | Washigton        | 13–12 Oregon             | 13–6 Oregon State       | 20–0 Washington State        |
| 1960    | Washigton        | 30–29 Oregon State       | 7–6 Oregon              | 8–7 Washington State         |
| 1961    | Oregon State     | 14–6 Washington State    | 3–0 Washington          | 6–2 Oregon                   |
| 1962    |                  |                          |                         |                              |
| 1963    | Washigton        | 34–7 Oregon State        | 26–19 Oregon            | 16–0 Washington State        |
| 1964    | Oregon State     | 9–7 Washington           | 24–7 Washington State   | 7–6 Oregon                   |
| 1965    | Washigton        | 24–20 Oregon             | 28–21 Oregon State      | 27–9 Washington State        |
| 1966    | Oregon State     | 41–13 Washington State   | 24–12 Washington        | 20–15 Oregon                 |
| 1967    |                  |                          |                         |                              |
| 1968    | Oregon State     | 35–21 Washington         | 16–8 Washington State   | 41–19 Oregon                 |
| 1969    | Oregon State     | 10–6 Washington          | 38–3 Washington State   | 10–7 Oregon                  |
| 1970    | Washigton        | 29–20 Oregon State       | 25–13 Oregon            | 43–25 Washington State       |
| 1971    |                  |                          |                         |                              |
| 1972    | Washington State | 31–14 Oregon             | 37–7 Oregon State       | 27–10 Washington             |
| 1973    | Washington State | 21–14 Oregon             | 13–7 Oregon State       | 52–26 Washington             |
| 1974    | Oregon State     | 23–9 Washington          | 17–3 Washington State   | 35–16 Oregon                 |
| 1975    | Washigton        | 27–17 Oregon             | 35–7 Oregon State       | 28–27 Washington State       |
| 1976    | Washigton        | 24–12 Oregon State       | 14–7 Oregon             | 51–32 Washington State       |
| 1977    | Washigton        | 54–0 Oregon              | 14–6 Oregon State       | 35–15 Washington State       |
| 1978    | Washigton        | 34–0 Oregon State        | 20–14 Oregon            | 38–8 Washington State        |
| 1979    | Washigton        | 21–17 Oregon             | 41–0 Oregon State       | 17–7 Washington State        |
| 1980    | Oregon           | 34–10 Washington         | 20–10 Washington State  | 40–21 Oregon State           |
| 1981    | Washigton        | 17–3 Oregon              | 56–17 Oregon State      | 23–10 Washington State       |
| 1982    |                  |                          |                         |                              |
| 1983    | Washington State | 24–7 Oregon              | 27–9 Oregon State       | 17–6 Washington              |
| 1984    | Washigton        | 19–7 Oregon State        | 17–10 Oregon            | 38–29 Washington State       |
| 1985    |                  |                          |                         |                              |
| 1986    | Washigton        | 38–3 Oregon              | 28–12 Oregon State      | 44–23 Washington State       |
| 19875   | Oregon           | 29–22 Washington         | 31–17 Washington State  | 44–0 Oregon State            |
| 19885   |                  |                          |                         |                              |
| 1989    | Washigton        | 20–14 Oregon             | 51–14 Oregon State      | 20–9 Washington State        |
| 19904*  |                  |                          |                         |                              |
| 1991    | Washigton        | 29–7 Oregon              | 58–6 Oregon State       | 56–21 Washington State       |
| 1992    |                  |                          |                         |                              |
| 1993    | Washigton        | 21–6 Oregon              | 28–21 Oregon State      | 26–3 Washington State        |
| 1994    |                  |                          |                         |                              |
| 1995    | Oregon           | 26–7 Washington State    | 24–22 Washington        | 12–10 Oregon State           |
| 1996    | Washigton        | 33–14 Oregon             | 42–3 Oregon State       | 31PR24 Washington State      |
| 19975   |                  |                          |                         |                              |
| 19985   |                  |                          |                         |                              |
| 1999    | Washigton        | 34–20 Oregon             | 47–21 Oregon State      | 24–14 Washington State       |
| 2000    |                  |                          |                         |                              |
| 20015   |                  |                          |                         |                              |
| 20025 † | Washigton        | 41–29 Oregon State       | 42–14 Oregon            | 293PR26 Washington State     |
| 2003    | Washigton        | 38–17 Oregon State       | 42–10 Oregon            | 27–19 Washington State       |
| 2004    | Oregon State     | 29–14 Washington         | 38–19 Washington State  | 50–21 Oregon                 |
| 2005    | Oregon           | 45–21 Washington         | 34–31 Washington State  | 56–14 Oregon State           |
| 2006    |                  |                          |                         |                              |
| 2007    | Oregon State     | 29–23 Washington         | 52–17 Washington State  | 382PR31 Oregon               |
| 2008    | Oregon           | 45–10 Washington         | 63–14 Washington State  | 65–38 Oregon State           |
| 2009    | Oregon           | 52–6 Washington State    | 43–19 Washington        | 37–33 Oregon State           |
| 2010    | Oregon           | 43–23 Washington State   | 53–16 Washington        | 37–20 Oregon State           |
| 2011    | Oregon           | 43–28 Washington State   | 34–17 Washington        | 49–21 Oregon State           |
| 2012    | Oregon           | 51–26 Washington State   | 52–21 Washington        | 48–24 Oregon State           |
| 2013    | Oregon           | 45–24 Washington         | 62–38 Washington State  | 36–35 Oregon State           |
| 2014    | Oregon           | 38–31 Washington State   | 45–20 Washington        | 47–19 Oregon State           |
| 2015    |                  |                          |                         |                              |
| 2016    | Washigton        | 70–21 Oregon             | 41–17 Oregon State      | 45–17 Washington State       |
| 2017    | Washigton        | 42–7 Oregon State        | 38–3 Oregon             | 41–14 Washington State       |
| 2018    |                  |                          |                         |                              |
| 2019    | Oregon           | 35–31 Washington         | 37–35 Washington State  | 24–10 Oregon State           |
| 20204   |                  |                          |                         |                              |
| 2021    | Oregon           | 26–16 Washington         | 38–24 Washington State  | 38–29 Oregon State           |
| 2022    | Washigton        | 24–21 Oregon State       | 37–34 Oregon            | 51–33 Washington State       |
| 20237   | Washigton        | 36–33 Oregon             | 22–20 Oregon State      | 24–21 Washington State       |
| 20244*  |                  |                          |                         |                              |

Notes :
* Saisons où il n'est pas possible d'avoir un tournoi complet, une équipe au moins ne jouant pas contre un des trois autres.
5, 4, 3 Correspond au nombre de matchs joués entre les 4 équipes (sur les 6 possibles). Les 6 matchs ont été joués s'il n'y a pas d'annotation.
12, 0 La série a été interrompue par le Seconde Guerre Mondiale, Washington étant la seule université à avoir une équipe en 1943 et 1944. En 1945, les équipes ont joué quatre rencontres contre les trois autres équipes (2 x aller et 2 x retour) pour un total de 12 matchs entre ces équipes.
7 Après avoir remporté le  « Northwest Championship » à l'issue de la saison régulière 2023, Washington a également battu Oregon lors de la finale de conférence Pac-12.
† Le nom de « Northwest Championship » " est inventé en 2002.

## Articles annexes
- Liste des matchs de rivalité en football américain universitaire de la NCAA
- Rivalité Oregon-Oregon State (Civil War)
- Rivalité Oregon-Washington (en) (Border War ou Cascade Clash)
- Rivalité Washington-Washington State (en) (Apple Cup)